# حملة كالب على حضرموت
حملة كالب على حضرموت هي حملة عسكرية مدعومة من الامبراطورية البيزنطية، انخرط فيها الملك كالب ضد حضرموت وأمرائها من كندة. كانت الحرب ناجحة في البداية للأحباش، ولكن بسبب سلسلة من الانتكاسات، بما في ذلك تمردات واسعة ومدد عسكري قادم من هضبة نجد فقد انتهت بانسحاب حبشي من حضرموت.
ورد في نص من النصوص الحبشية أن ملك «أكسوم» كان قد أخضع السواحل المقابلة لساحل مملكته، وذلك بارساله قوات برية وبحرية تغلبت على ملوك تلك السواحل من قبيلة أرحب في اليمن وكندة في حضرموت، وأجبرتهم على دفع الجزية، وعلى العيش بسلام في البر وفي البحر.

## خلفية
قبيلة كندة بسطت سلطانها في وسط شبه الجزيرة العربية من هضبة نجد، طيلة قرنين، فكانوا ملوك كندة حكام على هضبة نجد، وامتد نفوذهم واتسع إلى دومة الجندل شمالا وساحل بحر العرب جنوباً، فعينوا عمالهم وولاتهم على حضرموت.
عام 520 ميلاديه أطلق كان الملك كالب (ملك اكسوم) حملة عسكرية كبيرة لغزو مملكة حمير فتصدى لهم الملك اليهودي ذو نواس، حيث أرسل جيشا يقاتلهم في «المخا»، لكن الأحباش انتصروا على الحميريين، وواصلوا تقدمهم حتى دخلوا صنعاء وسيطروا على اقليم اليمن، فكانوا يشنون الحملات العسكرية على حضرموت وامرائهم من كندة.